# Martyn Rooney
Martyn Joseph Rooney (Londres, 3 de abril de 1987) es un deportista británico que compitió en atletismo, especialista en las carreras de relevos.
Participó en tres Juegos Olímpicos de Verano, entre los años 2008 y 2016, obteniendo una medalla de bronce en Pekín 2008, en la prueba de 4 × 400 m.
Ganó cuatro medallas en el Campeonato Mundial de Atletismo entre los años 2009 y 2017 y seis medallas en el Campeonato Europeo de Atletismo entre los años 2010 y 2018.

## Palmarés internacional
| Juegos Olímpicos   | Juegos Olímpicos         | Juegos Olímpicos  | Juegos Olímpicos |
| Año                | Lugar                    | Medalla           | Prueba           |
| ------------------ | ------------------------ | ----------------- | ---------------- |
| 2008               | Pekín (China)            | Medalla de bronce | 4 × 400 m        |
| Campeonato Mundial |                          |                   |                  |
| Año                | Lugar                    | Medalla           | Prueba           |
| 2009               | Berlín (Alemania)        | Medalla de plata  | 4 × 400 m        |
| 2013               | Moscú (Rusia)            | Medalla de bronce | 4 × 400 m        |
| 2015               | Pekín (China)            | Medalla de bronce | 4 × 400 m        |
| 2017               | Londres (Reino Unido)    | Medalla de bronce | 4 × 400 m        |
| Campeonato Europeo |                          |                   |                  |
| Año                | Lugar                    | Medalla           | Prueba           |
| 2010               | Barcelona (España)       | Medalla de plata  | 4 × 400 m        |
| 2010               | Barcelona (España)       | Medalla de bronce | 400 m            |
| 2014               | Zúrich (Suiza)           | Medalla de oro    | 400 m            |
| 2014               | Zúrich (Suiza)           | Medalla de oro    | 4 × 400 m        |
| 2016               | Ámsterdam (Países Bajos) | Medalla de oro    | 400 m            |
| 2018               | Berlín (Alemania)        | Medalla de plata  | 4 × 400 m        |